# Donald Tusk
Donald Franciszek Tusk (Gdańsk, 22 april 1957) is een liberaal Pools politicus, een van de oprichters van de Poolse politieke partij Platforma Obywatelska (Burgerplatform), en tweemaal premier van Polen.
Van 21 oktober 2007 tot 22 september 2014 was Tusk voor de eerste keer premier van Polen. Daarop aansluitend was hij van 1 december 2014 tot 30 november 2019 voorzitter van de Europese Raad. In december 2023 werd hij opnieuw gekozen tot premier van Polen.

## Politieke loopbaan

### Levensloop tot 2005
Tusk is altijd politiek zeer betrokken geweest. Na het neerslaan door Gomulka van de arbeidersopstand van 1970 werd hij actief in het verzet tegen de communistische partij, zowel in studentenorganisaties als in de vakbeweging. Na afsluiting van zijn studie geschiedenis in 1980 (met een onderzoek naar de legendevorming rondom Pilsudski) werd hij weekbladjournalist en lid van de nieuwe Poolse vakbond Solidarność, maar onder de staat van beleg uitgeroepen door generaal Jaruzelski (1981-83) werd hij ontslagen en kreeg hij een beroepsverbod. Gedurende enige jaren moest hij in zijn levensonderhoud voorzien als hoogwerker in het bedrijf van een mede-tegenstander van het regime. Na de ineenstorting van het Poolse communisme (1989) was Tusk vooraanstaand lid van liberale groeperingen als het Liberaal-Democratisch Congres (KLD) en de Vrijheidsunie (Unia Wolności), voordat hij in 2001 samen met twee anderen het Burgerplatform oprichtte. In de periode 2001-2005 was Tusk een van de ondervoorzitters van de Sejm -- de Poolse Landdag die samen met de Senaat het Poolse parlement vormt -- waarin hij het Noord-Poolse kiesdistrict Gdynia-Słupsk vertegenwoordigde.

### Presidentsverkiezingen 2005
In 2005 benoemde het Burgerplatform hem tot kandidaat voor de Poolse presidentsverkiezingen van dat jaar. Hoewel Tusk in de eerste ronde daarvan de meeste stemmen kreeg, verloor hij de tweede ronde met een klein verschil van Lech Kaczyński. Dit was waarschijnlijk het gevolg van een gerucht dat verspreid werd door Jacek Kurski, een assistent van Lech Kaczyński, dat de grootvader van Tusk in de Tweede Wereldoorlog als vrijwilliger in het Duitse leger zou hebben gevochten. De werkelijkheid was echter dat Tusks grootvader, die tot de Kasjoebische minderheid in Gdańsk behoorde, toen als dienstplichtige in het Duitse leger was opgeroepen, nadat de stad door de Duitsers was geannexeerd. Józef Tusk is toen bovendien bij de eerste gelegenheid overgelopen, waarna hij in dienst is getreden bij de Poolse troepen aan geallieerde zijde. Het gerucht heeft echter in de verkiezingsstrijd zeker een voor Donald Tusk nadelige werking gehad.

### Parlementsverkiezingen 2007 en 2011
Zijn partij behaalde bij de verkiezingen van 21 oktober 2007 ruim 41% van de stemmen. Nadat Burgerplatform de Poolse parlementsverkiezingen 2007 gewonnen had van Recht en Rechtvaardigheid werd het kabinet-Tusk I gevormd, een coalitie met de Poolse Volkspartij. Tusk werd op 9 november 2007 door president Lech Kaczyński tot premier benoemd. Bij de Poolse parlementsverkiezingen 2011 behield de coalitie de meerderheid en werd de samenwerking verder gezet in het kabinet-Tusk II.

### Voorzitter van de Europese Raad
Op 30 augustus 2014 werd Tusk tot voorzitter van de Europese Raad gekozen voor de periode van 1 december 2014 tot 1 juni 2017. Zijn mandaat begon op 1 december 2014 en duurde 2,5 jaar. Op 9 maart 2017 werd Donald Tusk herkozen ondanks fel verzet vanuit zijn eigen land door de regeringspartij PiS. Tusk kreeg als Voorzitter van de Raad op 29 maart 2017 het schrijven van Theresa May waarmee zij Artikel 50 van het EU-verdrag activeerde. Hiermee startte het Verenigd Koninkrijk de procedure tot de Britse uittreding uit de Europese Unie, die uiteindelijk begin 2020 plaatsvond.
Eind 2019 eindigde Tusks voorzitterschap van de Europese Raad, waarna hij vanaf 1 december voorzitter werd van de Europese Volkspartij.

### Terugkeer naar Warschau
In oktober 2021 werd Tusk met een grote meerderheid van stemmen opnieuw verkozen tot leider van Platforma Obywatelska.
Direct na het begin van de Russische invasie van Oekraïne had Tusk felle kritiek op de Duitse regering (het kabinet-Scholz), omdat die de Russische sancties volgens Tusk te veel blokkeerde.

### Parlementsverkiezingen 2023
Op 11 december 2023 wees het Poolse parlement Tusk opnieuw aan als premier. De partij van Mateusz Morawiecki, PiS, was tijdens de laatste verkiezingen de grootste gebleven, maar Morawiecki verloor hierna een vertrouwensstemming. Een maand eerder had Tusks partij, hierop vooruitlopend, al met twee andere oppositiepartijen een coalitieakkoord gesloten.

## Privé
Donald Tusk is sinds 1978 getrouwd met Małgorzata Sochacka. Het echtpaar heeft een zoon (1982) en een dochter (1987). Vóór de benoeming van Donald Tusk tot premier woonde de familie te Sopot, niet ver van Gdańsk.
Tusks grote passie voor voetbal is voor sommigen aanleiding geweest voor grapjes in populaire Poolse satirische programma's.

## Prijzen en eerbetoon
Al sinds de jaren 80 van de twintigste eeuw maakt hij zich sterk voor de toenadering tussen oost en west. Om die reden kreeg Tusk in 2010 de Karelsprijs toegekend.

### Eredoctoraten
Tusk is doctor honoris causa van de Universiteit van Pécs (2017), van de Technische Universiteit Dortmund (2018) en van de Ivan Franko Nationale Universiteit van Lviv (2019).